# Cyrnopsis palpalis
Cyrnopsis palpalis är en nattsländeart som beskrevs av Martynov 1935. Cyrnopsis palpalis ingår i släktet Cyrnopsis och familjen fångstnätnattsländor. Inga underarter finns listade i Catalogue of Life.